# Anyika Onuora
Anyika Onuora, född den 28 oktober 1984, är en brittisk friidrottare som tävlar i kortdistanslöpning.
Onuora deltog på 100 meter både vid Samväldesspelen 2006 och vid EM 2006 men blev båda gångerna utslagen i semifinalen. Vid EM ingick hon i det brittiska laget på 4 x 100 meter som blev silvermedaljörer efter Ryssland.

## Personliga rekord
- 100 meter - 11,18
- 200 meter - 22,64
- 400 meter - 50,87